# 柄翅果属
柄翅果属（学名：Burretiodendron）是椴树科下的一个属，为落叶乔木植物。该属共有4种，分布于越南、泰国和缅甸。